# Знищення горобців
Знищення горобців (кит.: 打麻雀运动, 消灭麻雀运动) — масштабна кампанія, що проходила в межах боротьби із сільськогосподарськими шкідниками, організованої в Китаї під час політики Великого стрибка (1958—1962).

## Хід кампанії
Мета кампанії полягала у знищенні «чотирьох шкідників» — щурів, комарів, мух і горобців. Кампанія проти горобців стала наймасовішою. Пропаганда пояснила, що горобці масово поїдають зерна врожаю, чим завдають національному господарству колосальних збитків. План був розроблений у 1958 році. Закликав до цього Мао Цзедун 18 березня 1958 року на VIII з'їзді Комуністичної партії Китаю.
Горобець не може протриматися в повітрі більше певного проміжку часу, близько 15 хвилин. Усі селяни, а також школярі та жителі міст мали кричати, лупити в тазики, барабани, розмахувати палицями й ганчірками, стоячи на дахах будинків — щоб налякати горобців і не дати їм укриття. Втомлені птахи падали на землю без духу, чого й добивалися ентузіасти дійства. Вони широко виставляли фотографії з горами мертвих горобців висотою в кілька метрів.
При цьому не було зареєстроване зменшення чисельності інших трьох «ворогів» (мух, комарів і щурів), оскільки скорочення їхньої популяції можна досягти лише гігієнічними засобами, а не «полюванням» на них, навіть всенародним.
У ході кампанії в березні-квітні 1958 року тільки за три дні в Пекіні та Шанхаї було знищено 900 тисяч птахів, а до першої декади листопада того ж року в Китаї, за неповною статистикою, було знищено 1,96 млрд горобців. У Пекіні й приморських провінціях, де горобців знищували найдужче, заодно знищували взагалі всіх дрібних пташок.

## Голод
Через рік після кампанії врожай дійсно став кращим, але при цьому дуже розплодилися гусениці й сарана, що почали їсти пагінці. У наступні роки врожаї різко зменшилися, у країні настав голод, у результаті якого загинуло понад 20 млн осіб.
Результатом кампанії знищення горобців стала закупка й завезення до країни живих горобців із сусідніх регіонів і країн.
Влада згорнула кампанію. У проєкті «Указу ЦК ЦКП про гігієнічні заходи», прийнятого 18 березня 1960 року, Мао Цзедун написав: «Не потрібно знищувати горобців, як результат, ми лише отримали клопів. Лозунг такий: Знищувати щурів, клопів, мух і комарів» («麻雀不要打了，代之以臭虫，口号是‘除掉老鼠、臭虫、苍蝇、蚊虫’。»).

## У мистецтві
- Альбом американської пост-рок групи Red Sparowes Every Red Heart Shines Toward the Red Sun.